# Friends of Dean Martinez
Friends of Dean Martinez — американская группа из Тусона, исполняющая инструментальный рок и пост-рок с элементами сёрф-рока, блюза, кантри, психоделического рока, эмбиент, даб и лаундж-музыки.

## История
Группа образовалась в 1993 году в Тусоне. Была названа в честь популярного певца и актёра Дина Мартина, при этом в названии передан и колорит мексиканского пограничья юго-западных штатов США, повлиявший на музыку ансамбля. В группу вошли музыканты, известные как участники Giant Sand, Calexico, Naked Prey, а также группы Тома Уэйтса.
В их пьесах музыка выражает музыкантов.

Каждый альбом мрачнее предыдущего— Джо Тангари, американский критик

## Состав
- Билл Эльм — стил-гитара, гитара, бас-гитара, орган, синтезатор, меллотрон
- Вуди Джексон — гитара

Бывшие участники группы:
- Майкл Семпл — гитара, бас-гитара
- Эндрю Герферс — ударные, перкуссия
- Джоуи Бёрнс — гитара, бас-гитара, контрабас, аккордееон
- Джон Конвертино — вибрафон, перкуссия
- Дэвид Лэченс — клавишные, ударные
- Ван Крисчен — ударные
- Брэд Фордэм — бас-гитара
- Том Ларкинс — перкуссия, ударные

Приглашенные:
- Крис Какавас — клавишные
- Конрад Чокрон — бонги
- Крис Смит — гитара
- Майк Хардвик — резонаторная слайд-гитара «добро»
- Билли Питмен — гитара
- Ральф Карни — саксофон
- Хау Гелб — орган, фортепиано
- Бриджет Китинг — скрипка

## Дискография
Альбомы
- The Shadow of Your Smile (1995)
- Retrograde (1997)
- Atardecer (1999)
- A Place in the Sun (2000)
- Wichita Lineman (2001)
- Under the Waves (2003)
- Random Harvest (2004)
- Lost Horizon (2005)
- Fast Food Nation OST (2006)
- Red Dead Redemption OST (2010)
- Undead Nightmare OST (2010)

Мини-альбомы
- Atrasar (2001)
- In the Wire (2001)

Концертные альбомы
- Live at Club 2 (2005)

Сборники
- On the Shore (2003) (компиляция 2CDs: «Wichita Lineman» + «Under the Waves»)